# PGC 1803573
LEDA/PGC 1803573 ist eine Edge-On-Galaxie im Sternbild Dreieck am Nordsternhimmel. Sie ist schätzungsweise 506 Millionen Lichtjahre von der Milchstraße entfernt und hat einen Durchmesser von etwa 170.000 Lichtjahren. Vom Sonnensystem aus entfernt sich das Objekt mit einer errechneten Radialgeschwindigkeit von näherungsweise 11.200 Kilometern pro Sekunde.
Im selben Himmelsareal befinden sich unter anderem die Galaxien NGC 670, NGC 684, IC 1731, PGC 6739.